# Свонсборо (Северна Каролина)
Свонсборо (енгл. Swansboro) град је у америчкој савезној држави Северна Каролина.

## Демографија
По попису из 2010. године број становника је 2.663, што је 1.237 (86,7%) становника више него 2000. године.
| Група             | 2000.         | 2010.         |
| Белци             | 1.274 (89,3%) | 2.317 (87,0%) |
| Афроамериканци    | 66 (4,6%)     | 93 (3,5%)     |
| Азијати           | 11 (0,8%)     | 48 (1,8%)     |
| Хиспаноамериканци | 40 (2,8%)     | 121 (4,5%)    |
| Укупно            | 1.426         | 2.663         |